# 74 до н. е.

## Події
- Лю Бін'і (храмове ім'я Сюань-ді) стає 10-м імператором династії Хань.

## Народились
- Квінт Елій Туберон (консул 11 до н. е.)
- Луцій Варій Руф

## Померли
- Гай Аврелій Котта (консул 75 року до н. е.)
- Луцій Елій Стілон Преконін
- Луцій Октавій
- Лю Фулін — імператор династії Хань у 87 — 74 до н. е. (посмертне ім'я — Імператор Чжао)
- Нікомед IV Філопатор